# Cueta clara
Cueta clara är en insektsart som beskrevs av Hölzel 1981. Cueta clara ingår i släktet Cueta och familjen myrlejonsländor. Inga underarter finns listade i Catalogue of Life.